# Congea velutina
Congea velutina là một loài thực vật có hoa trong họ Hoa môi. Loài này được Wight mô tả khoa học đầu tiên năm 1849.